# In zore so tihe
In zore so tihe (rusko А зори здесь тихие / A zori zdes tihie) je sovjetski vojni dramski film iz leta 1972, ki ga je režiral in zanj napisal scenarij Stanislav Rostotski ter temelji na romanu Zore so tihe Borisa Vasiljeva. Zgodba prikazuje žensko enoto sovjetske vojske v majhnem kraju v času druge svetovne vojne. Dogajanje je postavljeno v Karelo blizu Finske, snemanje je potekalo v Ruskeali.
Film je bil premierno prikazan 4. novembra 1972 v sovjetskih kinematografih. Kot sovjetski kandidat je bil nominiran za oskarja za najboljši mednarodni celovečerni film na 45. podelitvi. Na Filmskem festivalu Ferskih otokov je osvojil zlati vlak za odkritje leta (Ostroumova, Markova, Ševčuk, Drapeko in Dolganova), nominiran je bil tudi za glavno nagrado zlati vlak za najboljši najboljši film.

## Vloge
- Andrej Martinov kot višji narednik Vaskov
- Jelena Drapeko kot Lisa Bricčkina
- Jekaterina Markova kot Galja Četvertak
- Olga Ostroumova kot Ženja Komelkova
- Irina Ševčuk kot Rita Osjanina
- Irina Dolganova kot Sonja Gurvič
- Ljudmila Zajceva kot narednik Kirjanova
- Ala Meščerjakova kot Marija Nikiforovna
- Igor Kostolevski kot Miša